# Wolbrom (gromada)
Wolbrom – dawna gromada, czyli najmniejsza jednostka podziału terytorialnego Polskiej Rzeczypospolitej Ludowej w latach 1954–1972.
Gromady, z gromadzkimi radami narodowymi (GRN) jako organami władzy najniższego stopnia na wsi, funkcjonowały od reformy reorganizującej administrację wiejską przeprowadzonej jesienią 1954 do momentu ich zniesienia z dniem 1 stycznia 1973, tym samym wypierając organizację gminną w latach 1954–1972.
Gromadę Wolbrom z siedzibą GRN w mieście Wolbrom (nie wchodzącym w skład gromady) utworzono 31 grudnia 1961 w powiecie olkuskim w woj. krakowskim z obszarów zniesionych gromad Poręba Górna (bez wsi Porąbka) i Wierzchowisko; równocześnie do nowo utworzonej gromady Wolbrom przyłączono wieś Chełm ze znoszonej gromady Gołaczewy.
W kwietniu 1969 dla gromady ustalono 18 członków gromadzkiej rady narodowej. 1 stycznia 1970 gromada składała się ze wsi: Brzozówka, Budzyń, Chełm, Lgota Wielka, Podlesice II, Poręba Górna, Sulisławice, Wierzchowisko i Zasępiec.
Gromada przetrwała do końca 1972 roku, czyli do kolejnej reformy gminnej. Z dniem 1 stycznia 1973 roku reaktywowano zniesioną w 1931 roku gminę Wolbrom.